# Maldito
Maldito è un singolo del cantante italiano Nesli, pubblicato l'8 dicembre 2017 come primo estratto dal decimo album in studio Vengo in pace.

## Descrizione
Il brano, scritto dallo stesso Nesli e prodotto da Brando, rappresenta una svolta e una sorta di nuovo inizio nella carriera del cantautore.

A proposito della canzone, Nesli ha dichiarato:

## Video musicale
Il video ufficiale è stato pubblicato il 12 dicembre sul canale VEVO ufficiale dell'artista. Il videoclip è diretto da Luca Tartaglia e ha come operatori Gabriele Villa e Morris Bragazzi.

## Tracce
Download digitale
1. Maldito – 3:34 (Francesco Tarducci)

## Esibizioni
L’esibizione live del brano è stata eseguita in anteprima in due show case a fine novembre all’Orion di Roma e al Fabrique di Milano.